# Konrad Gottlieb Ribbeck
Konrad Gottlieb Ribbeck (* 21. März 1759 in Stolp in Hinterpommern; † 28. Juni 1826 in Berlin) war ein evangelischer Theologe.

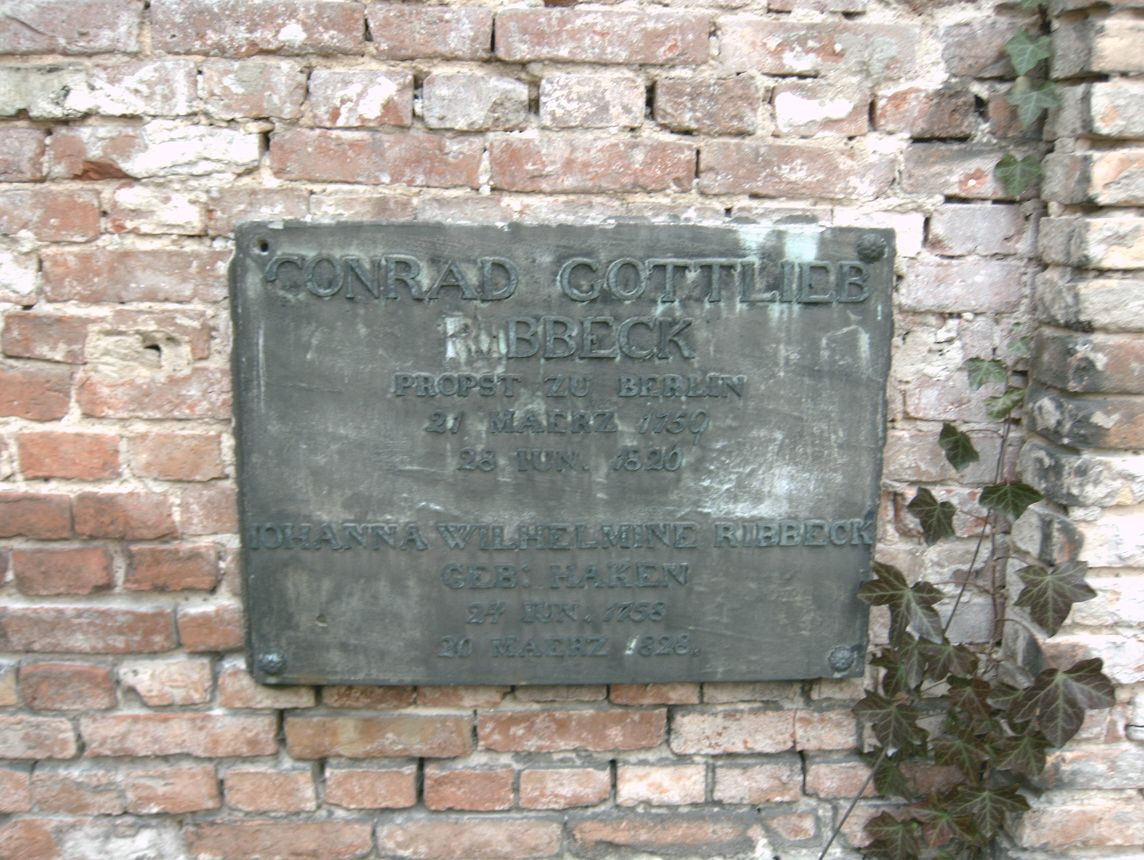
St.-Marien- und St.-Nikolai-Friedhof I, Gedenktafel für Ehepaar Ribbeck an der Friedhofsmauer.

Ribbeck, Sohn eines Predigers, studierte 1776–1779 Theologie an der Universität Halle und wurde 1779 Lehrer an der Preußischen Kadettenanstalt in Stolp. Seit 1780 wirkte er als Prediger. 1786 wurde Ribbeck Pastor an der Heilig-Geist-Kirche in Magdeburg. 1800 wurde er Königlicher Konsistorialrat und dann Oberkonsistorialrat in Berlin. Er war Propst an der Nikolaikirche und an der Marienkirche in Berlin, persönlicher Seelsorger von Mitgliedern des Königshauses und Ratgeber Friedrich Wilhelms III. im Obersten Kirchenregiment sowie in der ‚Liturgischen Kommission‘. Er war maßgeblich am Zusammenschluss der lutherischen und reformierten Kirchen zur Preußischen Union beteiligt.
Während der französischen Besetzung Berlins erwarb sich Ribbeck Verdienste als Anwalt der Bürger gegenüber den Napoleonischen Usurpation. Für diesen Einsatz erhielt er vom König 1811 den Roten Adlerorden 2. Klasse. Die Berliner Stadtregierung verlieh ihm am 6. Juli 1813 die Bürgerrechte ehrenhalber und begründete damit in Berlin die Tradition der Ernennung verdienstvoller Bürger zu Ehrenbürgern der Stadt. Ribbeck verfasste geistliche Lieder und Predigten. Er ist auf dem St.-Marien- und St.-Nikolai-Friedhof I in Berlin-Pankow bestattet. Es ist als Ehrengrab der Stadt Berlin gewidmet. August Ferdinand Ribbeck und Friedrich Ribbeck waren seine Söhne.